# 穩定性理論
数学中的穩定性理論（Stability theory）是指微分方程的解以及動態系統的軌跡在初始條件有小擾動時的穩定性。像熱傳導方程式就是穩定的偏微分方程，因為初始值的小擾動只會造成之後溫度的小幅變化（這是偏微分方程中最大值定理的結果）。在偏微分方程中可以用Lp範數或是sup範數來量測二個函數之間的距離，而在微分幾何中可以用Gromov–Hausdorff距離來量測二個空間之間的距離。
在動態系統中，軌道為李雅普诺夫稳定的條件是，在前進軌道上的任何一點，都會在夠小的鄰域中，或是會維持在小的鄰域內（也許會比原來的距離要遠一點）。為了判斷軌道的穩定性或是不穩定性，已發展出許多不同的準則。在較理想的情形下，此問題可以簡化成一個已有相當多研究，和矩阵特征值有關的問題。另一種更通用的方式會用到李亞普諾夫函數。在實務上，會用到許多的稳定性判据。

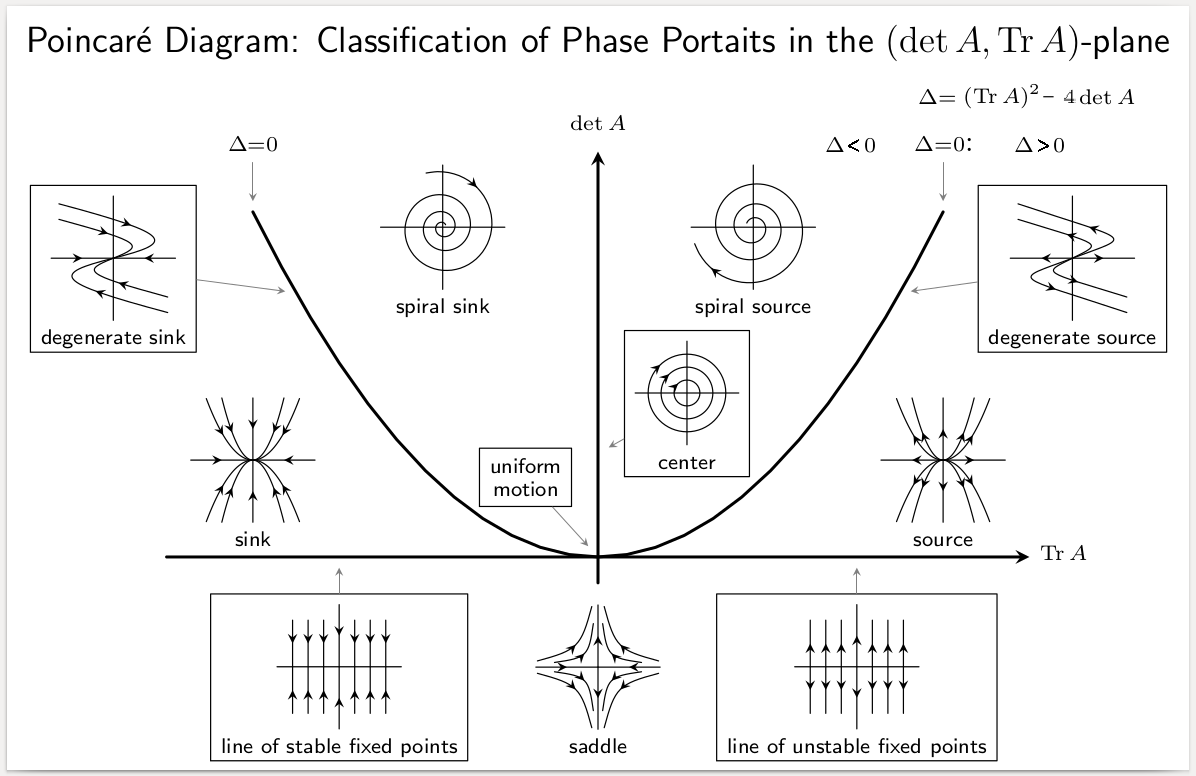
穩定性圖

## 動態系統的簡介
許多微分方程的質性理論以及動態系統的類似理論都在處理其解及軌跡的漸近性質－若經過足夠長的時間，系統會怎麼變化。最簡單的行為是平衡点（也稱為不動點）及周期点。若對特定的軌道已有相當的瞭解，很自然會問下一個問題：若初始條件有一些小變化，是否還會有相似的特性。穩定性理論就是要回答以下的問題：相鄰的軌道是否會持續保持相鄰？與一軌道相鄰的軌道最終是否會收斂到該軌道（後者的性質比較強）。前者的軌道有「穩定」的特性，後者的軌道有「漸近穩定」特性，最後收斂到的軌道有「吸引」（attracting）特性。
一個一階常微分方程的自治系統，其平衡解{\displaystyle f_{e}}的性質如下：
- 平衡解為穩定，若針對每個（小的）{\displaystyle \epsilon >0}，都存在{\displaystyle \delta >0}，使得每一個解{\displaystyle f(t)}都有滿足和平衡解距離在{\displaystyle \delta }內的初始條件（也就是{\displaystyle \|f(t_{0})-f_{e}\|<\delta }），在所有時間{\displaystyle t\geq t_{0}}內，其距離都維持在{\displaystyle \epsilon }內（也就是{\displaystyle \|f(t)-f_{e}\|<\epsilon }）。
- 平衡解為漸近穩定，若此平衡解穩定，而且存在{\displaystyle \delta _{0}>0}，使得只要{\displaystyle \delta _{0}>\|f(t_{0})-f_{e}\|}，就可以得到{\displaystyle t\rightarrow \infty }時，{\displaystyle f(t)\rightarrow f_{e}}的結果。

穩定性代表在小的擾動下，其軌跡不會有太大的變化。不過也有另一種情形，與一軌道相鄰的軌道最終是否會遠離該軌道，有時情形下這也是受關注的特性。一般而言，從初始狀態往某一方向擾動，可能會趨近原來的軌道，往其他方向擾動，會遠離原來的軌道。也有可能有往某特定方向擾動時，軌道的行為比較複雜，既不趨近原來的軌道，也不遠離原來的軌道，此情形下，就無法用穩定性理論得到有關其動態的資訊。
穩定性理論中的一個基本概念是軌道在微擾下的質性特性可以用系統在軌道附近進行線性化來分析。在n維相空間的平滑動態系統的每個平衡點上，都存在n x n方块矩阵A其特徵值決定其鄰近點的行為（Hartman–Grobman定理）。更準確的說法，若所有的特徵值都是負实数，或是實部為負的複數，其平衡點穩定，有吸引特性的不動點，鄰近的點會以指数衰减的速率趨近平衡點，也就是李雅普诺夫稳定及指數穩定。若其特徵值沒有純虛數或是零，則系統會會趨近平衡點或遠離平衡點的擾動方向就和矩陣A的特徵空間，以及其對應特徵值的實數為正值或是負值有關。在一些更複雜的軌域中也有類似的擾動描述。

## 不動點的穩定性
最簡單的軌道是不動點，也稱為平衡點。若一力學系統在穩定平衡點下，輕推一下之後，系統最終會回到原來的位置，像擺的小振荡即為此例。若是有阻尼的系統，穩定狀態會進一步形成漸進穩定。相反的，若是不穩定的平衡點，就像在山頂上的一個球，輕推一下可能就有大的位移，之後可能可以回到原始位置，也有可能無法收斂到原始位置。
有許多針對線性系統的穩定性測試方式，非線性系統的穩定性也可以透過其線性化系統的穩定性來判斷。

### 映射
令f: R → R為光滑函数，存在一不動點a f(a) = a。考慮由函數f疊代產生的以下動態系統：
{\displaystyle x_{n+1}=f(x_{n}),\quad n=0,1,2,\ldots .}
不動點a穩定，若f在a點导数的絕對值嚴格小於1，不動點不穩定若導數嚴格大於1。這是因為在點a附近，函數f可以用斜率f'(a)來進行线性近似：
{\displaystyle f(x)\approx f(a)+f'(a)(x-a).}
{\displaystyle {\frac {x_{n+1}-a}{x_{n}-a}}={\frac {f(x_{n})-a}{x_{n}-a}}\approx {\frac {f'(a)(x_{n}-a)}{x_{n}-a}}=f'(a),}
意思是導數可以看出函數在疊代會趨近不動點a或是遠離不動點，也可以看出疊代速率。若導數a恰為1或−1，還需要其他的資訊來判斷穩定性。
在有不動點a的連續可微分映射f: Rn → Rn上，也有類似的判斷準則，用a點的雅可比矩阵Ja(f)來表示。J的所有特征值絕對值都嚴格小於1，則a是穩定不動點，若至少有一個特征值絕對值嚴格大於1，則則a是不穩定。若n=1，最大絕對值為1，需要進一步分析，無法用雅可比矩阵測試來判斷。在微分流形上的微分同胚也有類似的準則。

### 線性自治系統
一階常係數线性微分方程不動點的穩定性可以用對應矩陣的特徵值來分析。
考慮以下的自治系统
{\displaystyle x'=Ax,}
其中x(t) ∈ Rn，A為n×n的實數矩陣，有一個固定值的解
{\displaystyle x(t)=0.}
（換句話說，原點0 ∈ Rn是此動態系統的平衡點）。此解在t → ∞（未來）漸近穩定若且唯若矩陣A所有的特徵值λ都滿足實部小於零的條件
（Re(λ) < 0）。而此解在t → −∞（過去）漸近穩定若且唯若矩陣A所有的特徵值λ都滿足實部大於零的條件（Re(λ) > 0）。若有任何一個特徵值的實部大於零（Re(λ) > 0），此解在t → ∞（未來）會發散。
為了判斷線性系統在原點的穩定性，此結果在實務上的應用會透過劳斯–赫尔维茨稳定性判据實現。矩陣的特徵值是其特徵多項式的根。單變數，實係數的多項式若其根的所有實部都為負，稱為赫爾維茨多項式。勞斯–赫爾維茨定理指出了赫爾維茨多項式的特點，可以在不實際找到所有根的情形下進行判斷。

### 非線性的自治系統
非線性系統不動點的漸近穩定性可以透過Hartman–Grobman定理來判斷。
假設v是Rn中的C1-向量場，在點p會為0（v(p) = 0）。則對應的自治系統狀態m
{\displaystyle x'=v(x)}
有一個定值的解
{\displaystyle x(t)=p.}
令Jp(v)為向量場v在點p處的n×n雅可比矩陣。若J的所有特徵值實值都是非零的負數，則其解在該點附近是漸近穩定。可以用劳斯–赫尔维茨稳定性判据來測試此一條件。

## 通用動態系統的李亞普諾夫函數
要確認動態方程的李亞普諾夫穩定性或是漸近穩定性，有另一種更通用的方式，是透過李亞普諾夫函數。

## 外部連結
- Stable Equilibria （页面存档备份，存于） by Michael Schreiber, Wolfram 演示项目